# 戈卡克
戈卡克（Gokak），是印度卡纳塔克邦Belgaum县的一个城镇。总人口67166（2001年）。

## 人口
该地2001年总人口67166人，其中男性34236人，女性32930人；0—6岁人口8741人，其中男4610人，女4131人；识字率66.96%，其中男性为74.01%，女性为59.64%。